# Crunchyroll SAS
Pour la société mère, voir Crunchyroll.
Crunchyroll SAS, aussi connue en tant que Crunchyroll EMEA, est une maison d'édition européenne de manga et distributeur d'anime créée en janvier 2007. Fondée sous le nom de VIZ Media Europe, elle était la société sœur européenne de VIZ Media jusqu'en 2019. Elle détient des partenariats avec des chaînes de télévision, des distributeurs de DVD et des éditeurs de mangas. D'abord installé aux Pays-Bas, la société déménage à Paris en 2007. Crunchyroll SAS est détenue majoritairement par Crunchyroll, bien que le groupe Hitotsubashi (en) conserve la propriété intégrale de l'activité d'édition et des licences de VIZ Media Europe.

## Histoire

### VIZ Media Europe sous le groupe Hitotsubashi
En décembre 2006, VIZ Media annonce le déménagement de son bureau européen d'Amsterdam à Paris, et a promu son vice-président exécutif, John Easum, au poste de président de la future VIZ Media Europe (VME) qui est actée le 15 janvier 2007.
Le groupe VME est également rattaché à Kazé depuis 2009, lors du rachat de ce dernier par Shūeisha et Shōgakukan.
L'éditeur suisse de DVD Anime Virtual, avec sa filiale allemande AV Visionen, a également été acquis en 2009 par le groupe Hitotsubashi avant d'être rebaptisé en VIZ Media Switzerland (de) et placé sous la tutelle du groupe européen en juillet 2011.
Hyoe Narita est devenu le président du groupe en décembre 2011.
En 2012, le groupe a lancé Kazé Deutschland par l'intermédiaire de VIZ Media Switzerland.
En octobre 2013, VIZ Media Europe a ouvert une plate-forme de vidéo à la demande pour le marché francophone sous le nom d'Anime Digital Network, qui résulte de la fusion de KZPLAY et de la plateforme Genzai, appartenant à Kana Home Video, elle-même propriété de Citel,.
En mai 2017, Hyoe Narita quitte sa place pour être remplacé par Kazuyoshi Takeuchi, l'ancien président de Shodensha Publishing.

#### Logos

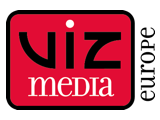
Logo utilisé jusqu'en 2017
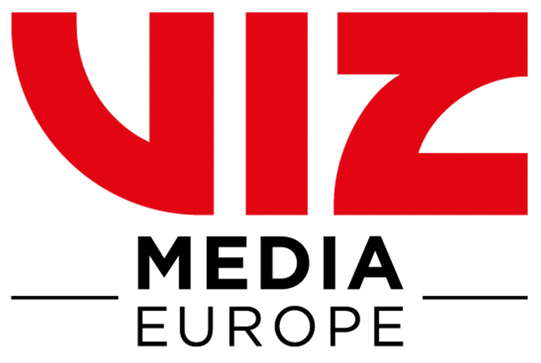
Logo utilisé de 2017 à 2019

### Rachat par Crunchyroll
Le 6 septembre 2019, il est annoncé que Crunchyroll est devenu l'investisseur majoritaire de VIZ Media Europe tandis que le Groupe Hitotsubashi (ja) conserve une participation minoritaire,.
Crunchyroll a finalisé cet accord le 4 décembre 2019, et est officiellement devenu l'actionnaire majoritaire du groupe VIZ Media Europe et a nommé l'ancien président de Viz Media Europe, John Easum, à la tête de Crunchyroll EMEA. Les groupes Shōgakukan et Shūeisha détiennent la propriété intégrale de l'activité d'édition et des licences via VME PLB SAS, une société créée pour cette occasion ; c'est cette dernière qui accordera les droits de licence des mangas pour les régions EMEA et Amérique du Sud avec Kazuyoshi Takeuchi qui est nommé Président (quittant son poste de président chez VME) et Kazuyuki Masuda en tant que directeur général.
En janvier 2020, la dénomination sociale de VIZ Media Europe SAS est changée en Crunchyroll SAS et Mark Smith remplace Kazuyoshi Takeuchi au poste président de la société,. Le 2 avril 2020, la société a officialisé son renommage et a annoncé que toutes les anciennes marques de VIZ Media Europe SAS sont également en phase de devenir des marques Crunchyroll,. À la même occasion, la filiale suisse VIZ Media Switzerland (de) est aussi renommée en Crunchyroll SA,.
En juillet 2022, une annonce est faite déclarant que Crunchyroll SAS se sépare de la plate-forme de vidéo à la demande Anime Digital Network. La propriété revient alors à Média-Participations.

## Structure du groupe
Depuis juillet 2022, Crunchyroll EMEA est organisé avec les marques et sociétés suivantes, :
Marques
- Kazé
- Anime on Demand (de)
- Eye See Movies

Filiales
- AV Visionen (Allemagne)
- Ellation (Moldavie)